# Miramar Hotel and Investment
Miramar Hotel and Investment Company Limited (также известна как Miramar Group) — гонконгская компания, управляющая активами в сфере гостиничного и ресторанного бизнеса, коммерческой и жилой недвижимости, туризма. Входит в состав многоотраслевой группы Henderson Land гонконгского миллиардера Ли Шауки, который поглотил компанию Miramar в 1993 году.
Флагманским объектом компании является комплекс Mira Place в районе Чимсачёй, объединяющий торговый центр Miramar Shopping Centre, офисный центр Miramar Tower, отель The Mira Hong Kong и более сорока ресторанов и кафе. Здесь же базируется штаб-квартира Miramar Hotel and Investment.

## История
В 1948 году в Коулуне открылся один из первых послевоенных отелей Гонконга — Miramar. В 1957 году два местных китайских бизнесмена выкупили отель у испанской католической миссии и основали компанию Miramar Hotel and Investment, с 1970 года она котируется на Гонконгской фондовой бирже. В 1973 году компания открыла ресторан кантонской кухни Tsui Hang Village, в 1988 году — торговый комплекс Miramar Shopping Centre и офисный центр Miramar Tower. В 1993 году контрольный пакет акций Miramar Hotel and Investment купила компания Henderson Investment, дочерняя структура гонконгской группы Henderson Land.
В 2002 году рядом с Miramar Shopping Centre открылся торговый центр Knutsford Steps, в 2006 году начала работу туристическая компания Miramar Travel, в 2008 году отель Miramar был переименован в The Mira Hong Kong, в 2012 году открылся торговый центр Mira Mall, в 2013 году — отель Mira Moon и два ресторана корейской и кантонской кухни.

## Структура
Основные активы Miramar Group:
- Отель Mira Hong Kong в районе Чимсачёй[11].
- Отель Mira Moon в районе Козуэй-Бей[12].
- Жилой комплекс Miramar Apartment в Шанхае[13].
- Торговый комплекс Miramar Shopping Centre в районе Чимсачёй.
- Торговый комплекс Mira Mall в районе Чимсачёй.
- Офисный центр Miramar Tower в районе Чимсачёй.
- Сеть ресторанов кантонской кухни Tsui Hang Village.
- Сеть ресторанов кантонской кухни Cuisine Cuisine.
- Сеть ресторанов корейской кухни School Food.
- Туристическая компания Miramar Travel.
- Оператор морских круизов и проката автомобилей Miramar Express.

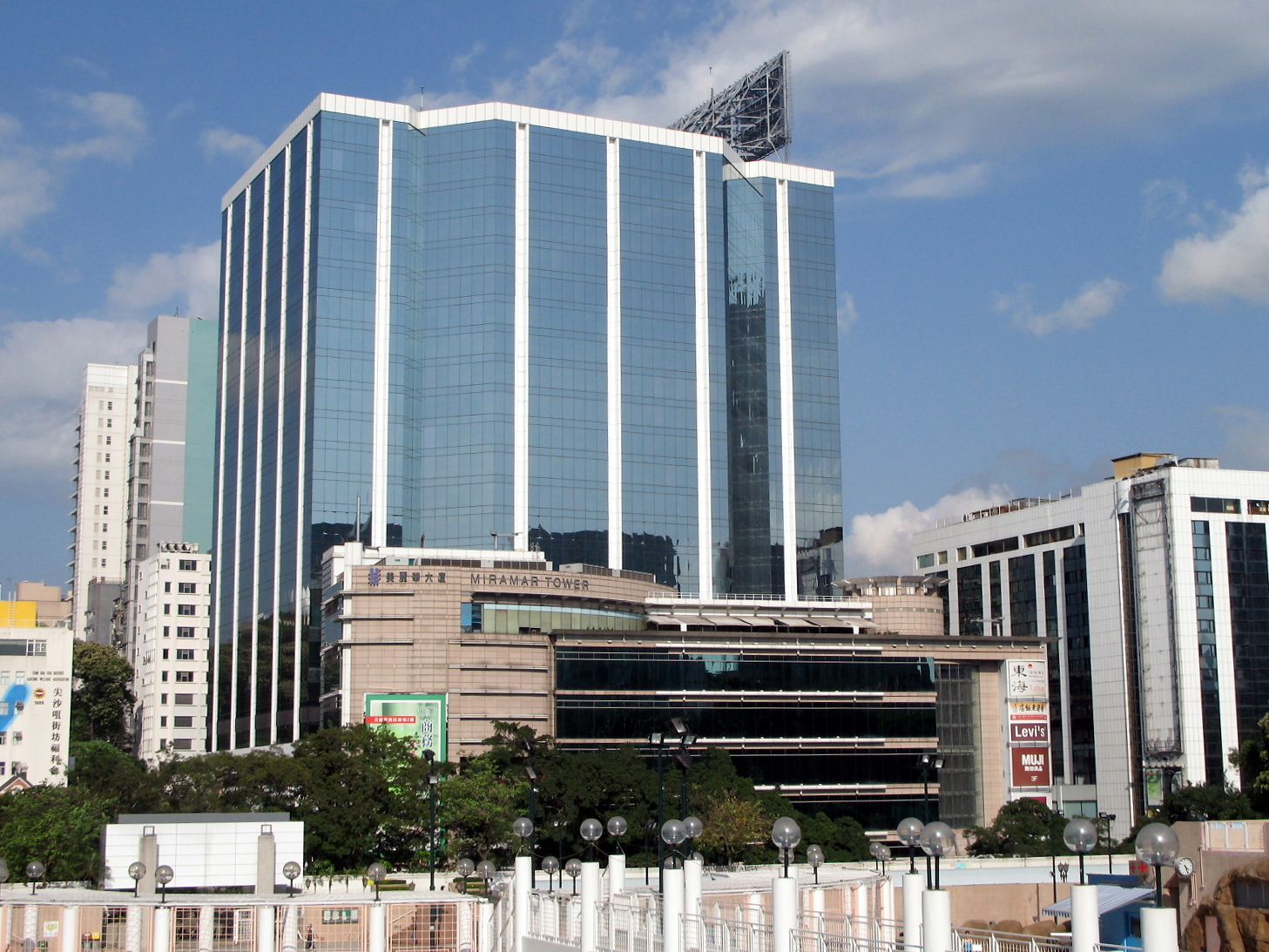
Miramar Tower
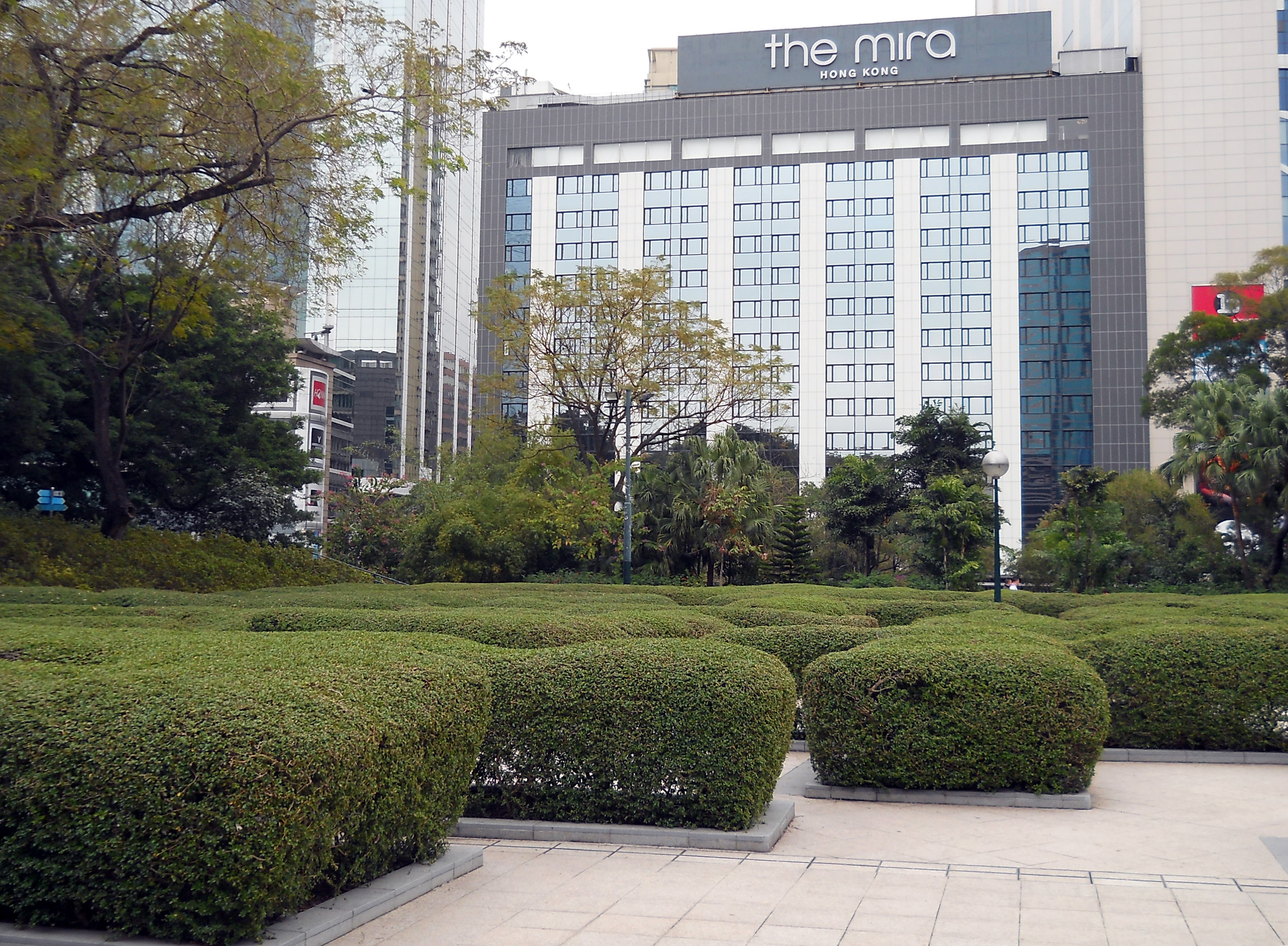
Mira Hong Kong
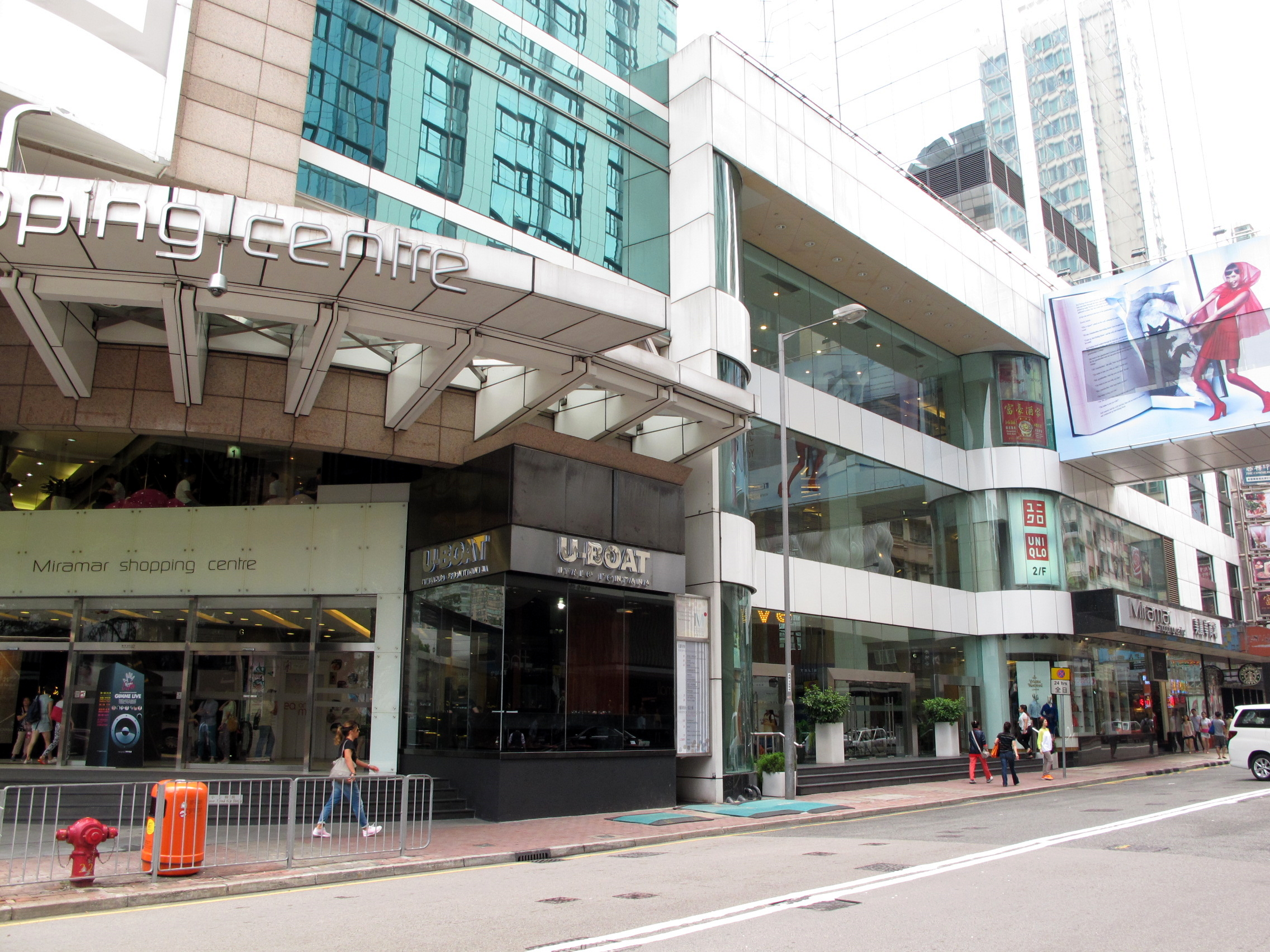
Miramar Shopping Centre
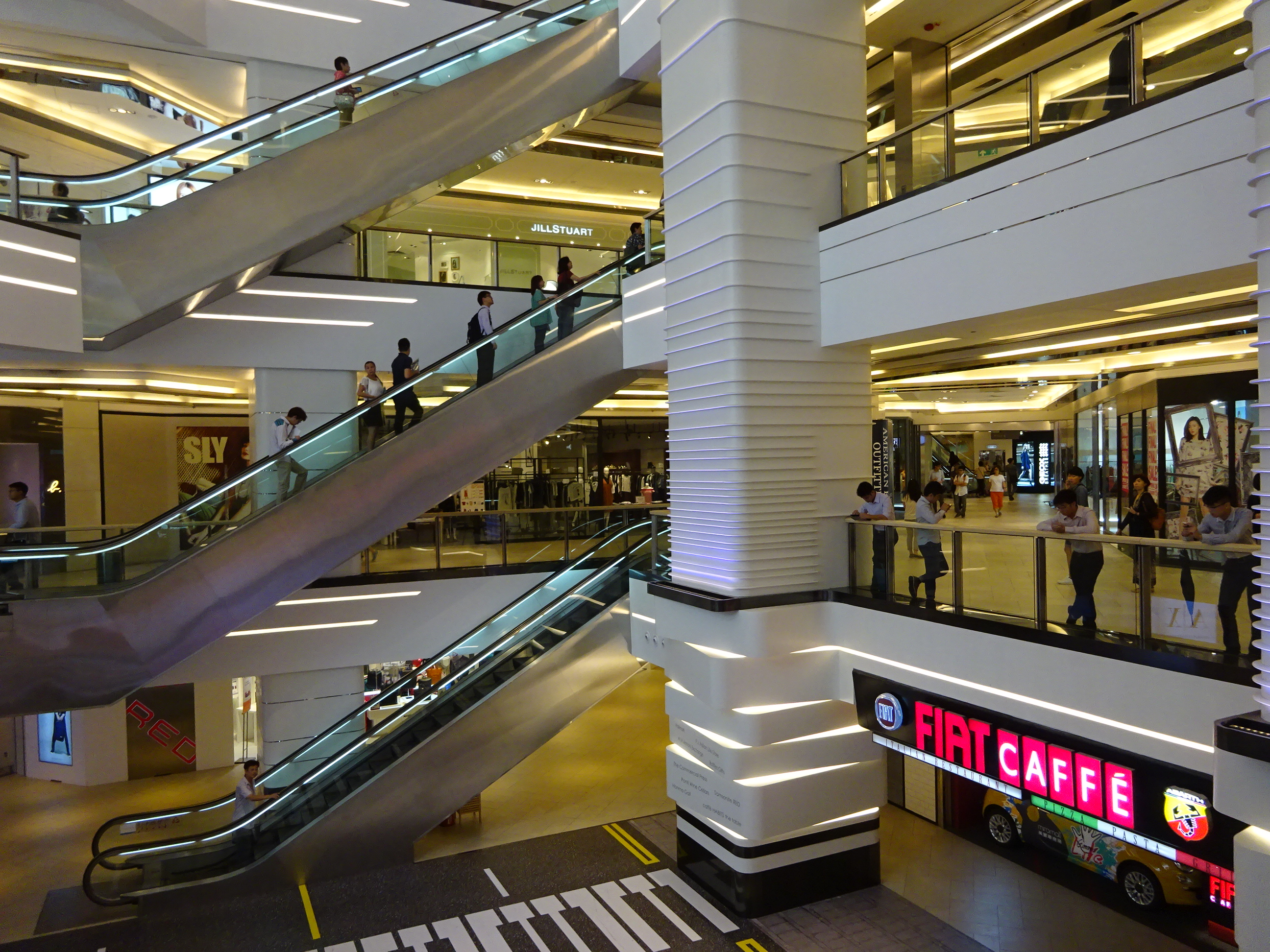
Miramar Shopping Centre